# フルドラム
『フルドラム』は、箱石達による日本の漫画作品。『週刊ヤングジャンプ』（集英社）にて、2017年1号から同年51号まで連載された。

## 登場人物

### 主要人物
日野晴成（ひの はるなり）
本作の主人公。クラスは1-3。頭が悪く運動音痴、性格もどこかズレている。堀ノ内をして「クズ以下のゲロ虫野郎」のため、これまでサッカー部・陸上部・バレー部・テニス部・野球部をクビになってきた。ただ、タックルに関してはスピードを出したバイクを止める事が出来る程である。
小学四年の時、仲良しだったみほが転校した事を受け、3日後に70㎞離れた彼女の許まで自転車で会いに行くという「日野失踪事件」を起こしている。結果、ストーカーとして補導されている。
登戸綾子（のぼりと あやこ）
本作のヒロイン。クラスは1-2。ラグビー部のマネージャ。部員の中でわんこ蕎麦100杯に到達するのが最も早い。

### 櫻野高校ラグビー部
門脇清二
3年。キャプテン。
麻倉 史延（あさくら ふみのぶ）
2年。192cm。130kg。中学時代は柔道で全国ベスト4。実家は蕎麦屋。
小山（こやま）
2年。SH。背は低いが1年の指導を任されている鬼の教育係。
川崎
1年。元陸上部。
畠中
1年。
成海
1年。
緑悠介
1年。元バスケ部。バックス。
佐原
2年。マネージャー。
塩谷奨
2年。フランカー。
田瀬

松山

倉木

陣

南雲

### 岸沢工業
釜田
登戸の中学時代の同級生。塩谷を吹き飛ばすほどの突破力を持つ。
藤岡
2年。LO。
越智
FL。
肉鮪豊
3年。134㎏。

### その他
堀ノ内（ほりのうち）
日野の友人。写真部。
高橋みほ
日野の小学校時代の友人。70㎞離れた山の上にある学校に転校した。
てっちゃん
伝説の走り屋「弐死縞」からCBXを譲ってもらった不良。本屋「サクセス」前で綾子に絡んだ。
千代
「そば処 麻倉庵」で給仕長を務める婆さん。

## 書誌情報
- 箱石達 『フルドラム』 集英社〈ヤングジャンプ・コミックス〉、全5巻
  1. 2017年4月24日発行（4月19日発売[集 1]）、ISBN 978-4-08-890628-7
  2. 2017年7月24日発行（7月19日発売[集 2]）、ISBN 978-4-08-890707-9
  3. 2017年10月24日発行（10月19日発売[集 3]）、ISBN 978-4-08-890760-4
  4. 2017年12月24日発行（12月19日発売[集 4]）、ISBN 978-4-08-890824-3
  5. 2017年12月24日発行（12月19日発売[集 5]）、ISBN 978-4-08-890825-0